# Sebastián Rozental
Sebastián Rozental Igualt (in ebraico סבסטיאן רוזנטל איגואלט‎?; Santiago del Cile, 1º settembre 1976) è un ex calciatore cileno e israeliano, di ruolo attaccante.

## Palmarès

### Club

#### Competizioni nazionali
- Campionato cileno: 1

Colo-Colo: Clausura 2002
- Copa Chile: 1

Universidad Católica: 1995
- Campionato scozzese: 1

Rangers: 1996-1997
- Coppa di Lega scozzese: 1

Rangers: 1996-1997

#### Competizioni internazionali
- Coppa Interamericana: 1

Universidad Católica: 1994

### Individuale
- Calciatore cileno dell'anno: 1

1996